# Великий залізничний страйк (1877)
Великий залізничний страйк — назва серії спонтанних протестів, що відбулися у Сполучених Штатах у 1877 році та полягали в блокуванні залізничних поїздів, що перетинали країну. Протести були придушені з надзвичайною жорстокістю, оскільки за тодішнім законодавством страйк розглядався як повстання; загалом загибли близько 100 учасників страйку. З іншого боку, учасники страйку також вдавалися до насильницьких дій, як наприклад, підпалення майна залізниць.
Страйк збігся з чередою інших страйків меншого масштабу, як-то страйк шахтарів, які виникли на тлі тривалої економічної депресії, що почалася з 1873 року.

## Причини
Банк Джея Кука, головний фінансист Сполучених Штатів, збанкрутував через європейську економічну кризу, яка потягнула за собою падіння американської торгівлі. Оскільки цей банк був рушійною силою зростання Північної Тихоокеанської залізниці, зростання залізниці суттєво постраждало. Параліч кількох підприємств спричинив значне зростання безробіття та проблеми для підприємств, які так чи інакше залежали від залізничної мережі. Підприємці покидали напівзавершені проєкти, щоб захистити свої заощадження, та загалом знижували заробітну плату, що викликало невдоволення робітників, які залежали від цих проєктів.

## Страйк
Страйк розпочався 14 липня в Мартінсбурзі, Західна Вірджинія, як протест за підвищення заробітної плати. Робітники спонтанно зупиняли поїзди. Акція незабаром поширилася на інші частини країни.
Збройні репресії розпочалися в Камберленді, штат Меріленд, із серйозних зіткнень між страйкарями-робітниками та військовослужбовцями. Місцева влада в кількох містах також звернулася по допомогу до солдатів, щоб зупинити страйк.
Найгірші сцени насильства були в Піттсбурзі, де сталися пожежі в будинках та на підприємствах, страйки на великих заводах та вуличні заворушення. Великі заворушення відбулися, між іншим, у Редінгу, штат Пенсільванія, у Чикаго та у Скрентоні, штат Пенсільванія. Протести тривали до 45 днів у різних містах, поки їх не придушили силою, спеціально відправивши до регіону підкріплення.

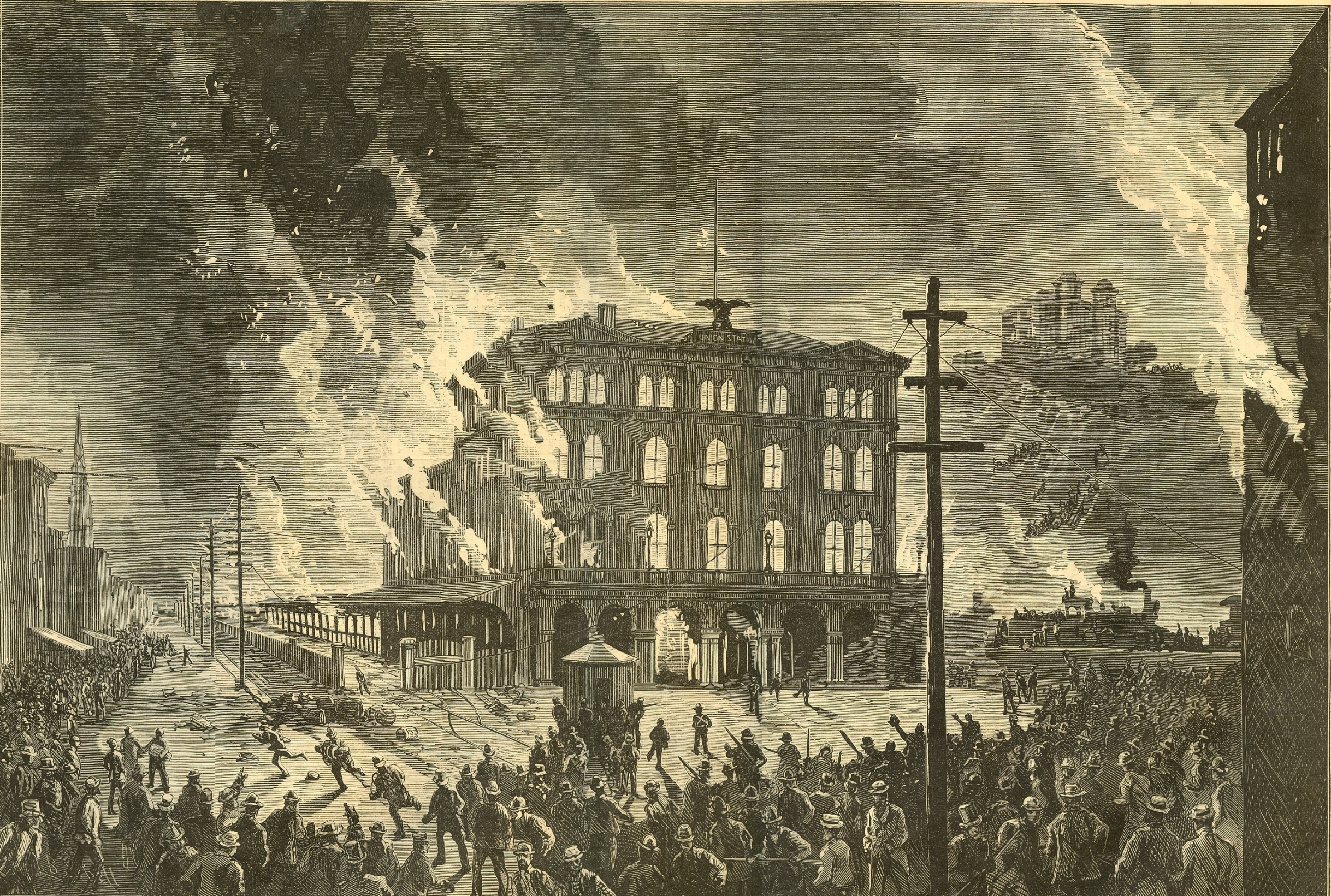
Ілюстрація з того часу про насильство під час страйку

## Реакція
Громадська думка підтримувала робітників, яким вдалося досягти певних покращень, таких як страхування на випадок хвороби чи смерті. Однак вона не підтримувала крайніх заходів, вжитих страйкарами; популярною була думка про те, що страйк штучно роздмухували різні недоброзичливі сили. Німецьких іммігрантів оголосили підозрюваними у розпалюванні ненависті серед американських робітників. Також газети звинувачували президента Улісса С. Гранта у тому, що він дозволив комуністичним ідеям досягти континенту.

## Наслідки

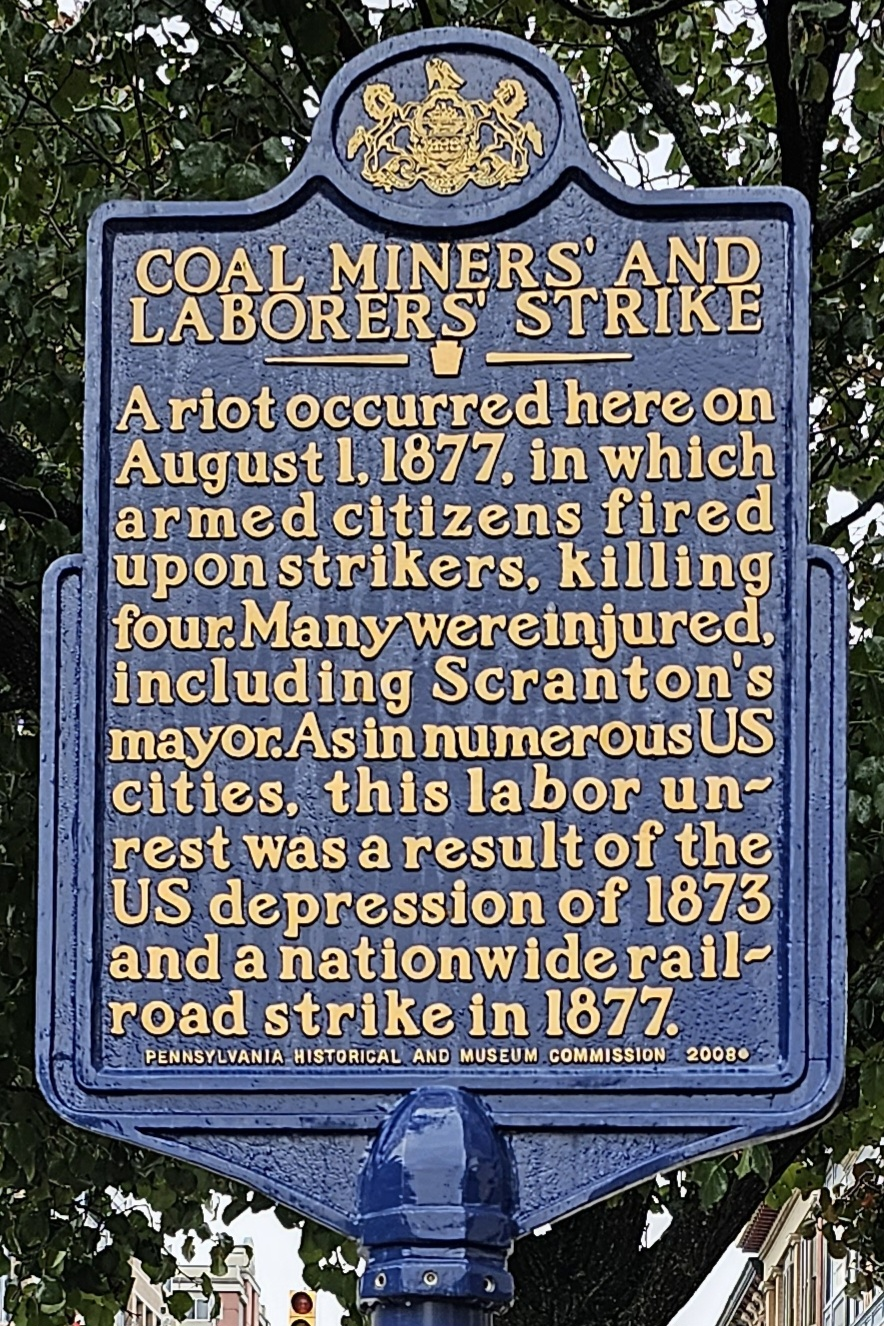
Пам'ятний знак у Скрентоні, одному з центрів колишнього страйку.

Окрім економічної шкоди від півторамісячної зупинки транспорту, основні наслідки страйку були очевидними у середньостроковій перспективі. З одного боку, він прискорив формування профспілок, оскільки працівники змогли переконатися у силі профспілки висловити свою думку. З іншого боку, роботодавці запровадили закони, які обмежували право на страйк (зі звинуваченнями у змові з метою заподіяння шкоди економіці) та підтримали посилення ваги армії як гаранта громадського порядку в містах. У наступні роки відбулися нові страйки залізничників.